# Ampelocalamus
Ampelocalamus es un género de plantas herbáceas de la tribu del bambú en la familia de las poáceas. Es originaria de China. Comprende 14 especies descritas y de estas, solo 13 aceptadas.

## Taxonomía
Ampelocalamus fue descrita por S.L.Chen, T.H.Wen & G.Y.Sheng y publicado en Acta Phytotaxonomica Sinica 19(3): 332–334, pl. 1. 1981.  La especie tipo es:  Ampelocalamus actinotrichus (Merr. & Chun) S.L.Chen T.H.Wen & G.Y.Sheng

## Especies aceptadas
A continuación se brinda un listado de las especies del género Ampelocalamus aceptadas hasta noviembre de 2013, ordenadas alfabéticamente. Para cada una se indica el nombre binomial seguido del autor, abreviado según las convenciones y usos.  
- Ampelocalamus actinotrichus (Merr. & Chun) S.L.Chen T.H.Wen & G.Y.Sheng
- Ampelocalamus breviligulatus (T.P.Yi) Stapleton
- Ampelocalamus calcareus C.D.Chu & C.S.Chao
- Ampelocalamus hirsutissimus (W.D.Li & Y.C.Zhong) Stapleton & D.Z.Li
- Ampelocalamus luodianensis T.P.Yi & R.S.Wang
- Ampelocalamus melicoideus (P.C.Keng) D.Z.Li & Stapleton
- Ampelocalamus mianningensis (Q.Li & Xin Jiang) D.Z.Li & Stapleton
- Ampelocalamus microphyllus (Hsueh & T.P.Yi) Hsueh & T.P.Yi
- Ampelocalamus naibunensis (Hayata) T.H.Wen
- Ampelocalamus patellaris (Gamble) Stapleton
- Ampelocalamus saxatilis (Hsueh & T.P.Yi) Hsueh & T.P.Yi
- Ampelocalamus scandens Hsueh & W.D.Li
- Ampelocalamus yongshanensis Hsueh f. & D.Z.Li